# Kosmos 1382
O Kosmos 1382 (em russo: Космос 1382, significado Cosmos 1382) foi um satélite soviético de sistema de alerta anti-mísseis intercontinentais. Foi lanaçdo como parte do programa Oko que lançou diversos satélites para esse fim. O satélite foi projetado para identificar lançamentos de mísseis usando telescópios ópticos e sensores infravermelhos, assim como os seus sucessores.
O Kosmos 1382 foi lançado em 25 de junho de 1982 do Cosmódromo de Plesetsk, União Soviética (atualmente na Rússia), através de um foguete Molniya-M.